# 1380
1380 (MCCCLXXX) a fost un an bisect al calendarului iulian, care a început într-o zi de marți.

## Evenimente
- 8 septembrie: Bătălia de la Kulikovo (Rusia). Cneazul Dmitri Donskoi al Moscovei oprește invazia mongolă a lui Mamai.
- Sibiu. A fost atestată documentar prima școală de pe teritoriul actual al României.

## Nașteri
- dată necunoscută: Thomas a Kempis  (d. 1471)
- 11 februarie: Poggio Bracciolini  (d. 1459)
- 27 noiembrie: Ferdinand I al Aragonului  (d. 1416)
- dată necunoscută: Al-Kashi  (d. 1429)
- dată necunoscută: Ieronim din Praga filosof ceh (d. 1416)
- 18 martie: Liduina din Schiedam Sfântă catolică neerlandeză (d. 1433)
- dată necunoscută: Constantin Kostenețchi scriitor bulgar (d. 1431)
- dată necunoscută: Veronika de Desenice  (d. 1425)
- dată necunoscută: Vuk Lazarevici  (d. 1410)

## Decese
- 16 septembrie: Carol al V-lea al Franței (n. 1338)